# (36067) 1999 RD50
1999 RD50 (asteroide 36067) é um asteroide da cintura principal. Possui uma excentricidade de 0.12743190 e uma inclinação de 3.90641º.
Este asteroide foi descoberto no dia 7 de setembro de 1999 por LINEAR em Socorro.